# Suelo zonal
En edafología se llaman suelos zonales aquellos suelos que, por resultar principalmente de la acción del clima, ya directamente, ya por medio de la vegetación que el clima condiciona, se distribuyen en la superficie del Globo en grandes áreas, lo mismo que los grandes tipos climáticos.
Los suelos que no se encuentran en este caso, por resultar de fenómenos más localizados como por ejemplo el arrastre de aluviones o un enclave salino se califican de azonales.